# Eruzione dell'Etna del 1947
L'eruzione dell'Etna del 1947 ebbe inizio con una serie di esplosioni sommitali nei mesi di gennaio e febbraio fino a culminare la tarda serata del 24 febbraio con l'inizio dell'eruzione laterale. L'intera eruzione si concluse il giorno 10 marzo con le ultime colate, non più alimentate,  in fase di raffreddamento.
Cronologia dell'eruzione laterale
Nel gennaio del 1947, dopo circa due anni di quiete, i crateri sommitali dell'Etna (il Cratere di Nord-Est e il Cratere Centrale) mostrarono segni di ripresa dell'attività vulcanica. I primi episodi eruttivi si verificarono il 5 e 6 febbraio al Cratere di Nord-Est, con fontane di lava alte fino a 600 metri. Un evento simile si ripeté il 16 febbraio al Cratere Centrale. Nello stesso periodo, il cratere Voragine subì un collasso che ne aumentò il diametro da circa 5 a oltre 200 metri. Questo fenomeno potrebbe aver ostruito il condotto centrale, favorendo la risalita del magma verso il fianco nord-orientale del vulcano.
Il 24 febbraio si aprì una frattura alla base del Cratere di Nord-Est, che in poche ore si estese per 6 km lungo il Rift di Nord-Est. Quella sera, a quota 3050 metri, si aprirono le prime due fratture eruttive, le quali diedero origine a due distinte colate, seguite poco dopo dall'apertura di altre fessure e bocche a quote comprese tra 2350 e 2070 metri. In tutto, durante il primo giorno dell'eruzione, vi si generarono 5 colate laviche.
Nei giorni successivi, fino al 26 febbraio, solo la frattura più bassa rimase attiva, producendo una colata che in soli quattro giorni raggiunse una lunghezza di 8 km, arrivando fino a 880 metri di quota. Le località di Collabasso, Cisterna e Santospirito furono interessate dalla lava, che distrusse parte del bosco di Castiglione e numerose vigne. Il paese di Passopisciaro fu evacuato per precauzione, ma la lava si fermò dopo aver danneggiato solo alcune abitazioni. Il 26 febbraio si aprì una nuova bocca a quota 2300 metri.
Altre bocche si riaprirono nei giorni successivi, alimentando le colate generate fino al giorno quattro marzo. Tutti furono convinti della fine dell'eruzione, tant'è che nei giornali dell'epoca i titoli incitavano "L'eruzione è finita".
Il giorno successivo però, il 5 marzo, si aprirono ancora una serie di bocche eruttive a quota 2300 metri, generando una nuova serie di colate che percorsero però solo 4 kilometri in tutto. 
L'attività eruttiva si concluse l'8 marzo, quando la colata più avanzata si fermò a pochi chilometri dai centri abitati di Randazzo e Linguaglossa. Il 10 marzo tutti i rami erano in raffreddamento, decretandone la fine dell'eruzione.